# Ali Fawzi Rebaine
Ali Fawzi Rebaine (arabisk: علي فوزي رباعين) (født 24. januar 1955 in Algier) er en algerisk politiker, der er leder for partiet Ahd 54 i Algeriet.
Han er menneskerettighedsaktivit og hævder at have grundlagt den første uafhængige menneskerettighedsorganisation i Algeriet. In 1983-84 and again in 1985-87, he was imprisoned by the Algerian government for endangering the security of the state and forming an illegal association.
Rebaine grundlagde Ahd 54 (opkaldt efter starten af Algerietkrigen i 1954) og blev dets første generalsekretær i 1991. Han blev genvalgt i 1998, selvom partiet kun har haft ringe indflydelse på algerisk politik.